# Penisola di Musandam
La penisola di Musandam (arabo: شبه جزيرة مسندم), detta anche Ru'us Al Jibal, è una penisola che costituisce la punta nord-orientale della penisola arabica. Gran parte della penisola è occupata dal governatorato di Musandam dell'Oman e sola una piccola parte nella regione sud-occidentale e sud-orientale è occupata dagli Emirati Arabi.

## Storia
Per diversi millenni prima dell'era volgare, la regione di Musandam era conosciuta come Makkan. Makkan era coinvolto nel commercio del rame in Mesopotamia e la penisola dell'Oman è citata nelle tavolette sumere con il nome Magan. Shulgi, il re di Ur, ricevette oro da un “re di Magan” senza nome nel 2069 a.C.. Sulla base delle prove archeologiche, lo studioso Daniel T. Potts postula che gli immigrati provenienti dall'altra parte dello stretto di Hormuz introdussero in Oman l'idea e le tecniche di produzione della ceramica intorno al 2500 a.C.
La parola utilizzata per indicare l'Oman era Makaa in antico persiano, Macae o Magi o Mykoi in greco, Makkash in elamita e Makkan in accadico, mentre in aramaico, l’Oman era chiamato Qādām, parola che significa “mattina, est”. Nel 536 a.C. Ciro il Grande conquistò l'Oman e il suo territorio fu governato da satrapi della Persia achemenide durante le dinastie di Dario I (522-486 a.C.) e Serse I (486-465 a.C.). Nelle iscrizioni di Serse di Persepoli egli chiama il popolo Maka o Mačiya coloro “che abitano in riva al mare e oltre il mare”. Durante il periodo achemenide, entrambe le aree costiere meridionali del Golfo Persico, Musandam e Hormozgan, erano conosciute insieme come Maka.
Nel 331 a.C. Alessandro Magno sconfisse Dario III nella battaglia di Gaugamela provocando la caduta dell'Impero achemenide e Maka cessò di essere una satrapia persiana. Nearco di Creta, ammiraglio navale di Alessandro Magno nel 325 a.C., registrò il passaggio di Musandam, che chiamò "Capo Maketa d'Arabia", e annotò una città mercato che probabilmente era Dibba.
Dopo la morte di Alessandro Magno e la disgregazione del suo impero, la regione di Musandam cadde sotto il controllo dei Seleucidi. I Parti strapparono il controllo della costa dell'Oman ai Seleucidi nel 250 a.C., valutando lo sbocco del Golfo Persico come una rotta marittima. Le dinastie dei Parti governarono l'Oman settentrionale per i successivi cinque secoli.
Nel 228 d.C. il re dei Parti Vologase VI fu sconfitto e il suo regno assorbito dall'Impero sasanide. Durante le epoche dei Parti e dei Sasanidi la provincia dell'Oman settentrionale divenne nota con il suo nome medio-persiano di Mazun. Secondo il diplomatico britannico Samuel Barrett Miles questo nome origina da Mazen, una "popolazione di grandi marinai discendente da Mazen bin Azd" della tribù Azdita dei Mazen.

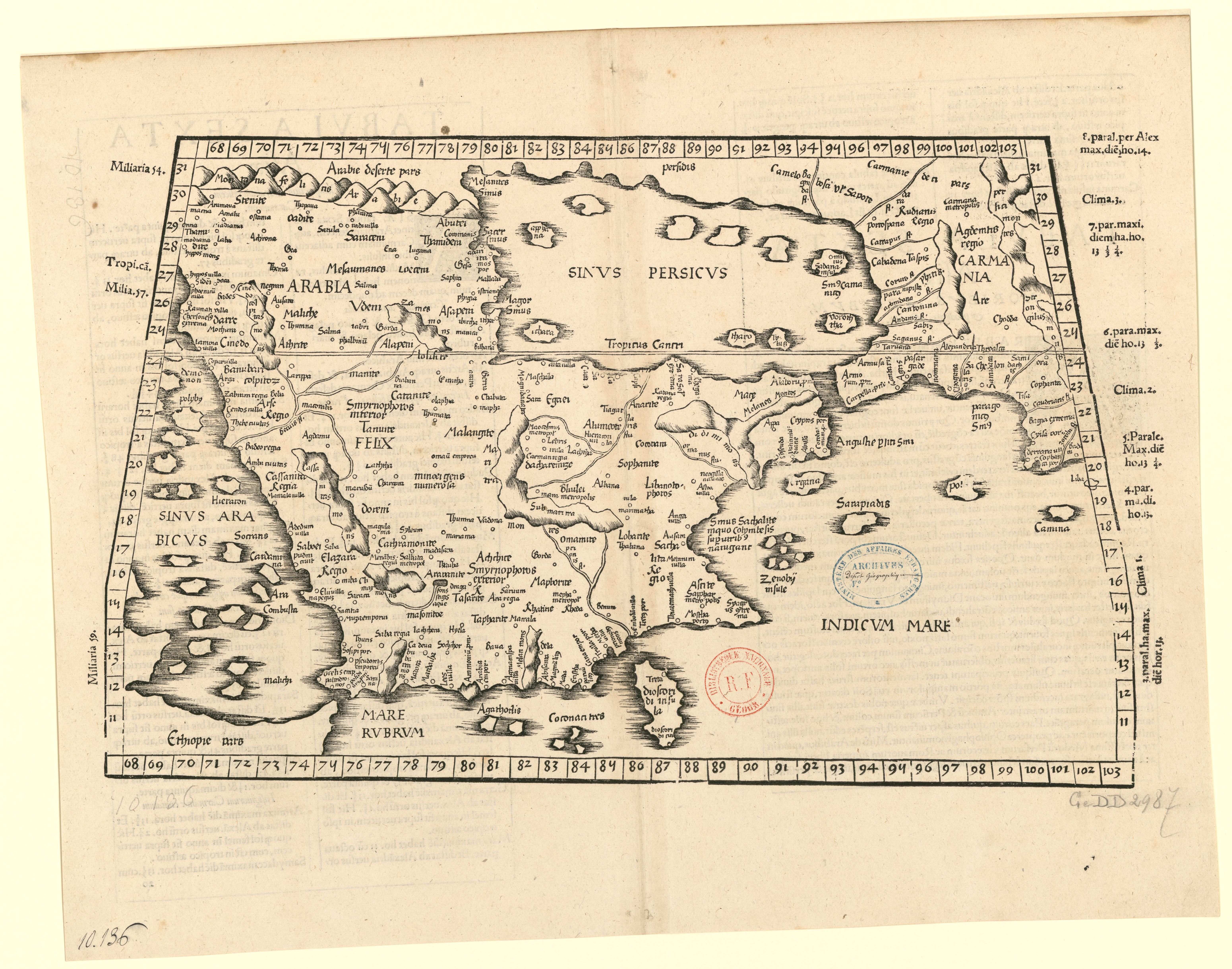
Tavola VI dell'Asia di Tolomeo Tolomeo che mostra la cosiddetta Arabia Felix e la Carmania

La guida di navigazione del I secolo, il Periplus Maris Erythraei, ricorda le “grandi montagne” di Musandam chiamate Asabon. La mappa dell'Arabia di Tolomeo del 150 d.C. circa etichetta la penisola di Musandam come "Asaborum". Capo Musandam si chiama Asabon Promentory e gli indigeni Asabi.
Il primo re sasanide, Ardashir I (r. 224-241), desiderava sviluppare il commercio con l'Oceano Indiano che trattava seta, spezie, perle e incenso e che al tempo si svolgeva lungo il Mar Rosso, spostandolo nel Golfo Persico. A questo scopo era necessario disporre di una base nel nord dell'Oman e pertanto a Dibba venne insediata una guarnigione sasanide insieme a Sohar, e i persiani fondarono colonie agricole in Oman organizzate attorno a un sistema di irrigazione chiamato qanat (o falaj), ancora oggi esistenti. Le prove archeologiche dell'occupazione sasanide vicino a Khasab e nei villaggi sulla costa occidentale di Musandam e sull'isola di Jazirat al-Ghanam (detta anche Isola della Capra) risalgono all'inizio del IV secolo.
Nel tempo Dibba divenne un porto vitale che ha fornito per secoli un punto di accesso per il commercio del Mar Arabico alle città del Golfo Persico, evitando le acque pericolose dello stretto di Hormuz. Le merci provenienti dall'India e dai mercati orientali venivano caricate su cammelli e asini e portate via terra a Dubai e sulle città della costa orientale in tre giorni evitando il lungo e pericoloso passaggio via mare.
Durante l'epoca preislamica, l'Oman rimase sotto il controllo sasanide e Dibba fungeva da punto della costa orientale di un triangolo di insediamenti, che comprendeva anche Ed-Dur sulla costa occidentale e Mleiha nell'interno, che presidiavano le rotte commerciali arabe da e per il Mare Arabico. Per mantenere il governo dei territori i Sasanidi nominavano dei loro rappresentanti che svolgevano funzioni amministrative e militari. Il rappresentante militare dei persiani a Dibba nel VII secolo era Laqit bin Malik che, come da consuetudine, essi nominarono Dhu al-Taj, ovvero ’“individuo incoronato”.
Da notare che Laqit aveva una doppia veste: era un Malik, cioè un capo arabo azdita riconosciuto e come tale con profondi legami con le tribù arabe meridionali, ma era anche un Dhu al-Taj, cioè un rappresentante dell'impero sasanide e da loro incoronato che doveva quindi fedeltà alla Persia.
Nel 630 Maometto inviò il suo rappresentante Amr al-'As a Rustaq nell'Oman a presentare una petizione ai persiani affinché abbracciassero l'Islam e rinunciassero alla sovranità sul Paese. La petizione fu respinta, ma a seguito di ciò nel Paese ci furono disordini a Sohar e in altre regioni a seguito dei quali i Sasanidi furono espulsi dal Paese. La morte di Maometto nel 632 stimolò ulteriori movimenti indipendentisti in tutta l'Arabia. In Oman, Laqit bin Malik fu proclamato profeta e insorse contro l'appena dichiarato califfo di Medina, Abu Bakr. In breve tempo Laqit “riuscì ad estendere il suo controllo su tutto l'Oman, costringendo i due fratelli Julanda, Jayfar e 'Abd, che governavano la regione per conto di Medina dopo la loro adesione all'islam, a rifugiarsi sulle montagne da dove chiesero aiuto ad Abu Bakr.
La risposta del califfo a questi movimenti fu molto dura. Egli infatti formò prontamente un esercito e inviò le truppe per reprimere le rivolte locali in Oman, nello Yemen e nella regione di Yamāma, dando inizio a una serie di campagne militari che furono successivamente note come guerra della ridda. Inizialmente gli omaniti guidati da Laqit bin Malik prevalsero nelle battaglie del 632-633 e i Julanda si ritirarono a Sohar, mentre Laqit si insediava a Dibba.
Il comandante dell'esercito di Medina, Hudhaifa bin Mihsan, resosi conto che non aveva forze sufficienti per battere Laqit, chiese rinforzi ad Abu Bakr che invio Ikrima ibn Abi Jahl in suo aiuto. Nel novembre del 633 la forza combinata marciò quindi su Dibba, allora descritta come "un grande mercato e una città". Laqit ottenne un primo successo nella battaglia che ne seguì, tuttavia, successivamente l'esercito medinese prevalse dopo l'arrivo dei rinforzi, costituiti dale tribù Beni Abdul Kais e Beni Najia che avevano abbandonato Laqit. La battaglia di Dibba fu una delle più grandi battaglie delle guerre arabe. Secondo lo storico arabo Mohammed ibn Tarir al-Tabari ci furono 10.000 morti e 4.000 prigionieri. Laqit fu ucciso, il mercato fu saccheggiato e la città fu quasi completamente distrutta. I prigionieri, un quinto del tesoro e il bestiame della città furono inviati come tributo ad Abu Bakr.
Dal 633 La penisola di Musdandam entrò a far parte del Califfato arabo: Califfato dei Rashidun (632-661), Califfato omayyade (661-750), Califfato abbaside (750-1258). Verso la fine dell'VIII secolo il Califfato abbaside iniziò a perdere potere e vi furono una serie di movimenti indipendentisti che caratterizzarono varie regioni. Fra questi uno dei più importanti fu quello dei Carmati che fra il IX e il X secolo formò uno stato con capitale ad al-Hasa nel Bahrein da cui controllarono la costa orientale dell'Arabia compresa la penisola di Musandam. Nell'XI secolo i Carmati furono sconfitti da una coalizione composta dagli Uyunidi sostenuti dagli Abbasidi e Selgiuchidi a seguito della quale nel 1077 venne fondato l'Emirato degli Uyunidi.

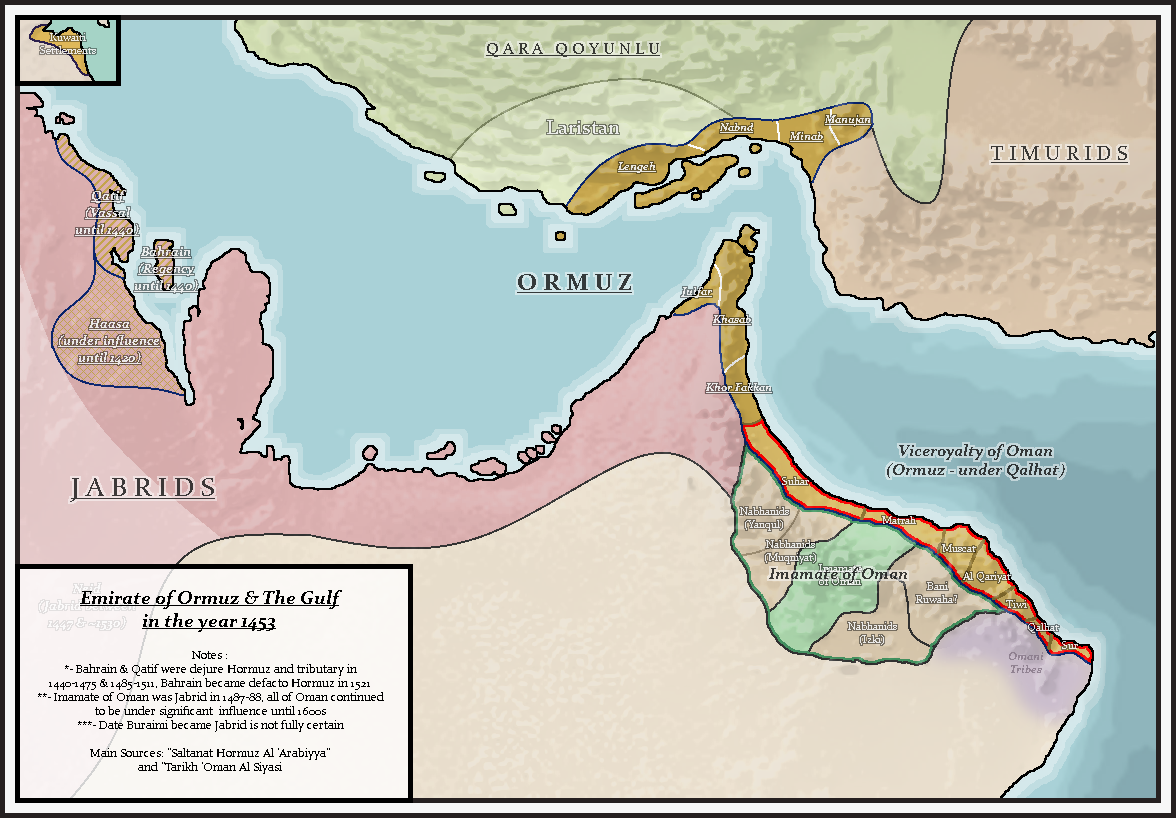
Mappa del Regno di Hormuz e dell'Oman nel XV secolo

Nel XII secolo la penisola di Musandam divenne parte del Regno di Hormuz, uno stato vassallo del Sultanato Selgiuchide di Karman, che al tempo controllava entrambe le sponde dello stretto di Hormuz, e vi rimase fino all'arrivo dei portoghesi nel XVI secolo.
Nel settembre del 1507 l'ammiraglio portoghese Alfonso de Albuquerque giunse ad Hormuz con una flotta di 6 navi e in breve ottenne la resa della città e costrinse il re a firmare un accordo che prevedeva il pagamento di un tributo annuo di 15.000 ashrafi, la costruzione d un forte ed altre concessioni alla corona portoghese. Tuttavia, a causa di forti dissidi sorti all'interno delle sue truppe e all'ammuntinamento di alcuni suoi capitani, Albuquerque fu costretto ad abbandonare Hormuz a febbraio del 1508. Tuttavia Albuquerque tornò ad Hormuz nella primavera del 1515 e la sottomise definitivamente. Hormuz e i suoi territori rimasero sotto il controllo portoghese fino alla loro sconfitta nella primavera del 1622 ad opera di una alleanza anglo-persiana formata dalla forza navale della Compagnia britannica delle Indie orientali e da truppe dei safavidi comandate dal generale Imam Quli Khan.
Dopo la caduta di Hormuz i portoghesi si ritirarono nell'Oman e fecero di Mascate il loro centro regionale, rinforzandone le difese sia dagli attacchi dal mare che dalla terraferma, e da dove pensavano di poter continuare a portare avanti i loro commerci nella regione. Le ambizioni portoghesi vennero tuttavia infrante dalla nascente dinastia Yaarubi, che dopo la nomina di Nasir bin Murshid a imam dell'Oman nel 1624, diede luogo a una politica di unificazione ed espansione dell'Oman. Nel 1633 gli omaniti conquistarono la città di Julfar (attuale Ras al-Khaimah) che era al tempo presidiata dai portoghesi e dai persiani safavidi. Nel 1643 Nasir assediò Sohar che dopo una breve resistenza si arrese il 7 novembre 1643. Nel gennaio del 1650 gli omaniti, guidati dal nuovo imam Sultan bin Sayf, succeduto a Nasir, espougnarono Mascate costringendo i 600 portoghesi che vi abitavano a rifugiarsi a Diu sulla costa indiana. L'ultima roccaforte portoghese della regione, Khasab, chiamata Caçapo, nel nord della penisola di Musandam, venne abbandonata dai portoghesi nel 1656, ponendo di fatto fine alla loro presenza nella regione.
A seguito dell'uscita dei portoghesi, la penisola di Musandam divenne parte integrante dell'Impero omanita, che sotto la dinastia Yaarubi divenne in breve tempo una grande potenza marittima e commerciale. Verso la metà del XVIII secolo la dinastia Yaarubi fu dilaniata da una guerra interna per la successione che la portò alla dissoluzione. Di questa situazione ne approfittò la famiglia wahhabita degli Al Qasimi originaria della regione sud-orientale del Golfo Persico che riuscì a stabilire la propria autonomia nella città di Ras al-Khaimah entro la fine del 1710.  Entro la fine del XVIII secolo i Qasimi erano diventati la potenza marittima dominante del Golfo Persico meridionale. Essi controllavano un gran numero di porti lungo la costa, compreso il porto di Sharjah ed ottennero il dominio sulla maggior parte delle tribù della penisola di Musandam con l'eccezione degli Shihuh e dei loro alleati.
Il dominio dei Qasimi sul Musandam fu più volte contestato dai sultani di Mascate, ma dopo l'accordo stpulato nel 1850 fra il sultano dell'Oman Sa'id bin Sultan e lo sceicco Qasimi Sultan I bin Saqr al-Qasimi, la sovranità dei Qawasim fu saldamente stabilita in tutta l'area costiera e montuosa a nord della linea tra la città di Sharjah e Khor Kalba con la sola eccezione dell'area montuosa e inaccessibile abitata dalle varie sezioni e alleati degli Shihuh a nord di Sha’am e Dibba.
Nel 1856, alla molte del sultano Sa'id bin Sultan, sorse una disputa sulla successione al trono tra i suoi due figli, Majid ibn Said e Tuwayni ibn Said, sfociato in un conflitto armato che si concluse con l'intervento diretto britannico che portò alla divisione dell'Impero dell'Oman in due Stati: uno di essi era il Sultanato di Zanzibar, guidato da Majid ibn Said, che comprendeva i possedimenti africani dell'impero, l'altro era il Sultanato di Mascate e Oman, guidato da Tuwaini ibn Said. Da allora l'influenza britannica nella regione, grazie anche al lavoro dell'agente politico Lewis Pelly e del suo successore Edward Ross, crebbe a tal punto che alla fine del XIX secolo l'Oman divenne de facto un protettorato britannico.
In quel periodo i britannici posarono un cavo telegrafico che attraversava il Golfo Persico e faceva parte del collegamento fra Karachi e Londra. Nel 1864 una stazione di ripetizione del segnale telegrafico venne costruita su una isoletta posta all'imboccatura dell'Elphinstone inlet nella zona settentrionale della penisola di Musandam. L'isola divenne quindi nota come Isola del Telegrafo.
Nel corso del diciannovesimo secolo gli inglesi firmarono una serie di trattati bilaterali con i governanti di singoli regni arabi che conferivano alla Gran Bretagna il controllo sulle loro relazioni estere e la rendevano responsabile della loro difesa. Dalla metà del diciannovesimo secolo in poi, la posizione dominante britannica sulla regione fu rafforzata da una presenza militare navale. La posizione fu mantenuta anche nel XX secolo fino alla fine degli anni '50 quando la presenza britannica nella regione fu soggetta a crescenti critiche man mano che le idee nazionaliste arabe si facevano strada.
Nel 1970 mentre la Gran Bretagna si apprestava a ritirarsi dalla regione, il quartier generale delle Forze Britanniche del Golfo (British Forces Gulf o BFG) eseguì quella che fu l'ultima operazione militare unilaterale del Regno Unito nel mondo arabo, che venne chiamata in codice operazione Intradon. Il fulcro dell'operazione era la penisola di Musandam, che nominalmente faceva parte del Sultanato dell'Oman, ma che era stata lasciata a se stessa. La sua comunità locale, costituita principalmente della tribù Shihuh, aveva una forte connotazione indipendentista e non riconosceva l'autorità dell'Oman, inoltre il Musandam, per la sua posizione strategica di fronte allo stretto di Hormuz, era di grande interesse anche per tre degli sceicchi che governavano gli Stati della Tregua, quelli di Abu Dhabi, Sharjah e Ras al Khaimah. Nell'aprile 1970 fonti locali dell'intelligence britannica affermarono che una cellula ribelle si stava creando nel Musandam. Nel novembre 1970 il BFG segnalava la potenziale presenza di venti guerriglieri addestrati che avevano reclutato una forza di settanta simpatizzanti Shihuh e, secondo quanto riferito, stavano pianificando una serie di attacchi negli Stati della Tregua, incluso uno mirato nel rovesciare l'emiro Khalid III bin Muhammad al-Qasimi di Sharjah. Il 23 novembre 1970 il comandante del BFG, il maggiore generale Sir Roland Gibbs, presentò un piano al ministro della difesa e ai capi di stato maggiore del Regno Unito. Nelle discussioni che seguirono il piano iniziale di Gibbs fu ridimensionato e fu concordata un'azione ridotta con l'obiettivo di interrompere, piuttosto che eliminare, le attività dei ribelli e preparare l'introduzione della gendarmeria dell'Oman per imporre l'autorità del Sultanato sulla regione. L'operazione ebbe luogo dal 17 dicembre 1970 al 30 aprile 1971 e venne portata avanti dal 22º Reggimento delle SAS e dal corpo dei Trucial Oman Scouts (TOS). Nella sostanza l'operazione Intradon fu inconcludente. Né la 22 SAS né i TOS hanno incontrato guerriglia o resistenza armata durante l'operazione anche se l'introduzione sia del wali (governatore) del sultano che della gendarmeria si è rivelata più complicata del previsto. L'operazione inoltre fu sgradita dagli emirati arabi e le tensioni tra l'Oman e gli Emirati Arabi Uniti su Musandam persistettero a lungo anche successivamente e tra il 1977 e il 1979 si verificò una situazione critica tra i due stati che minacciò di finire in una guerra di confine. In termini strategici, sebbene fosse basata su informazioni di intelligence difettose, Intradon ebbe l'effetto indiretto di garantire il controllo dell'Oman sul Musandam e assicurò che almeno la costa meridionale dello Stretto di Hormuz fosse sotto il controllo di un sistema politico filo-occidentale.

## Geografia

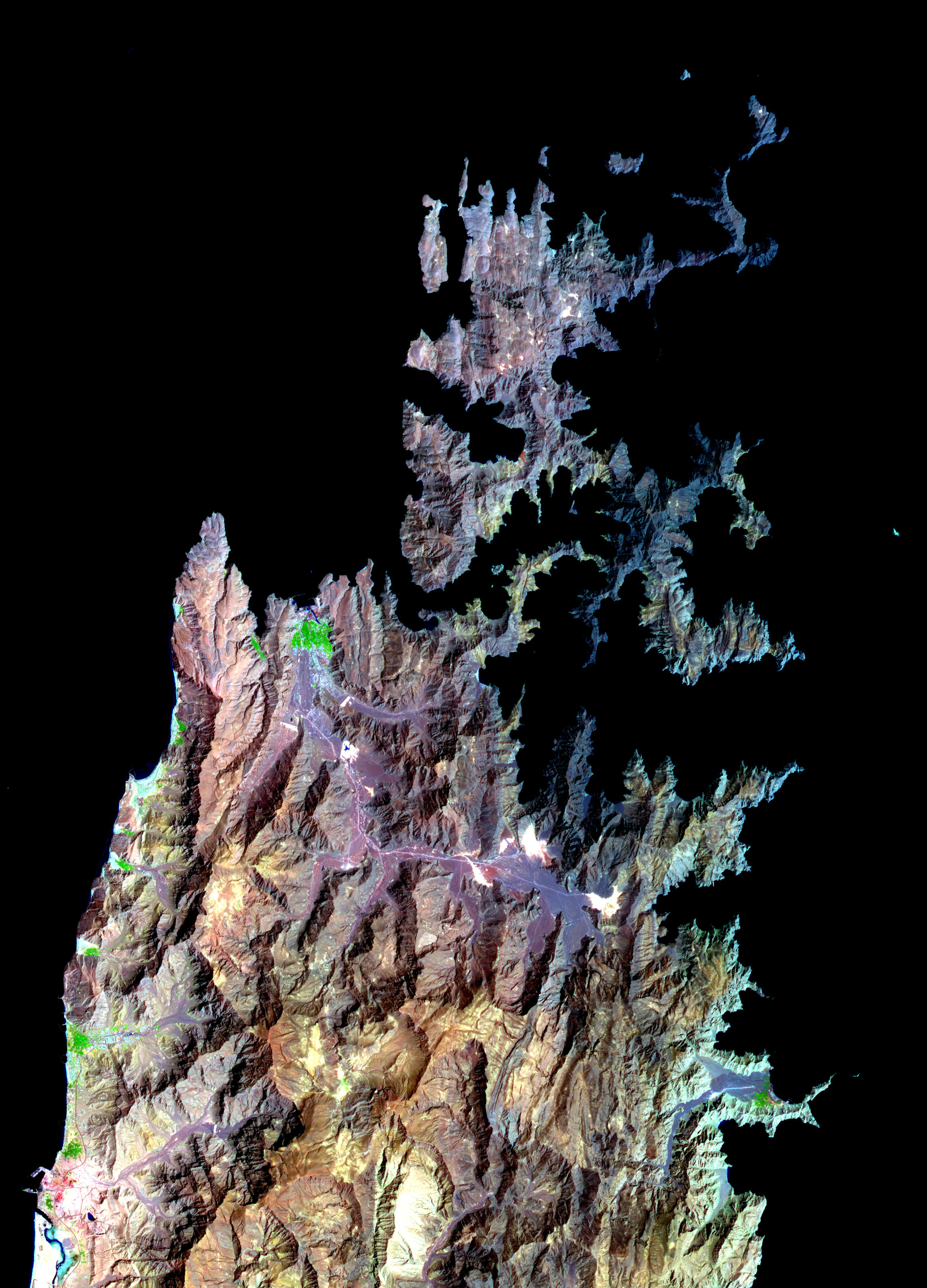
Parte settentrionale della penisola di Musandam vista dallo spazio (marzo 2004)

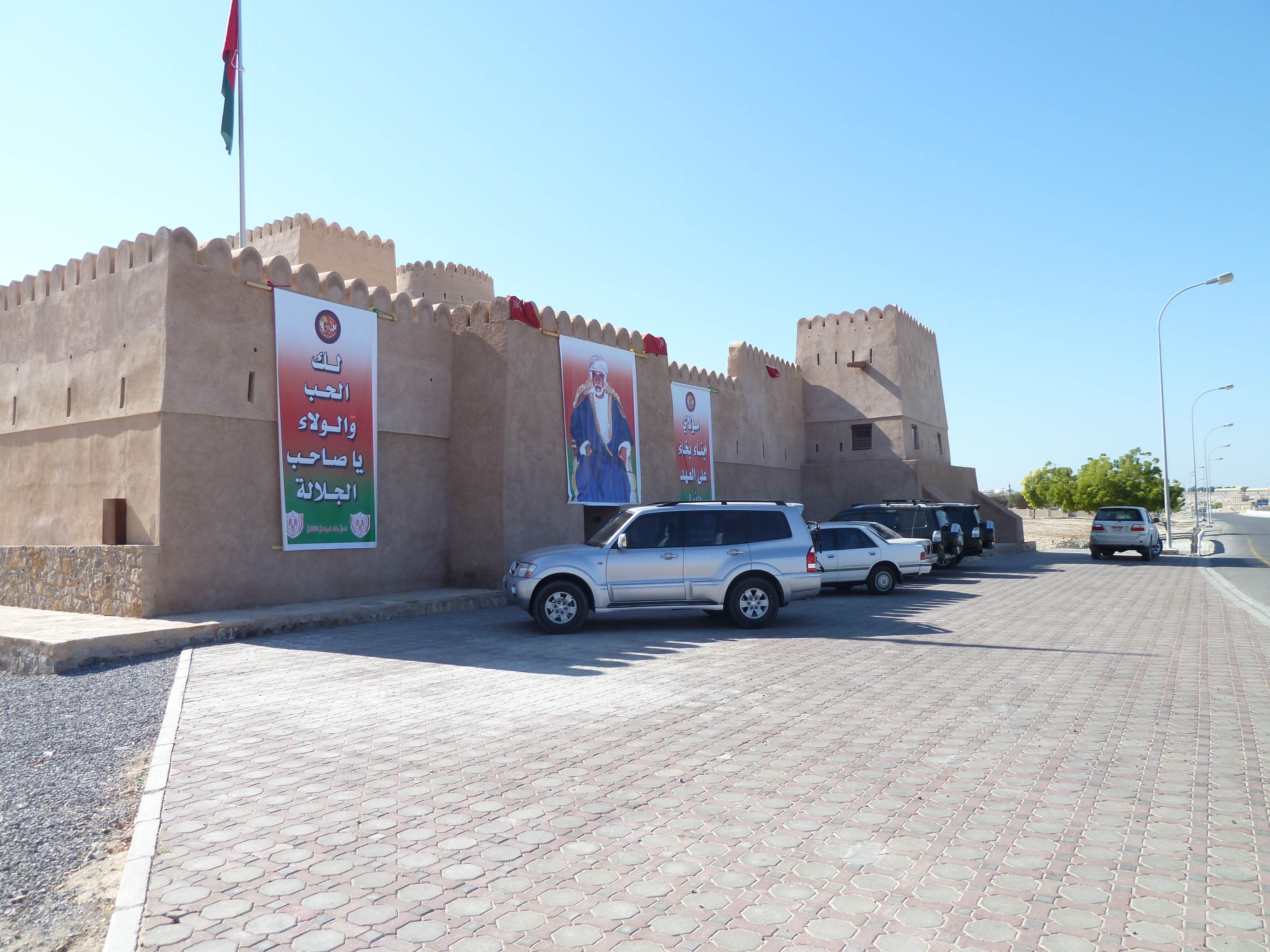
Forte di Bukha

La penisola di Musandam si trova nel vertice nord-occidentale della penisola arabica, fra il Golfo Persico a ovest, il golfo di Oman a est e la costa meridionale dell'Iran a nord, formando quindi lo stretto di Hormuz.
La penisola ha una lunghezza totale di circa 90 km ed una larghezza di circa 35 km nella parte centro meridionale, mentre nella parte settentrionale è molto più stretta ed incisa profondamente da due tortuose insenature, il Khawr Al-Shamm, detto anche Elphinstone Inlet, a ovest e il Ghubbat Al Ghazīrah, detto anche Malcom Inlet a est che arrivano quasi a congiungersi separando in due la penisola e lasciando un tratto di terra di poche centinaia di metri che unisce la parte settentrionale della penisola con quella centro-meridionale. Le scogliere che delimitano i due bracci di mari raggiungono altezze comprese tra 900 e 1.200 metri e digradano ripidamente verso il mare, formando una costa estremamente frastagliata e rocciosa che rendono queste acque pericolose per la navigazione.
Dal punto di vista orografico la penisola costituisce la parte più settentrionale della catena dei Monti Ḥajar e per questo motivo è anche chiamata Ru'us Al Jibal che in lingua locale significa "Testa (o Capo) dei monti". La cima più alta della regione è il Jabal Jais che si trova sul confine fra Oman e Ra's al-Khayma e misura 1.911 m slm.
Il territorio della penisola presenta una morfologia per lo più montagnosa e le uniche aree pianeggianti si trovano nella zona sud-occidentale lungo la costa del Golfo Persico. Altre due piccole aree pianeggianti sono nella zona di Dibba a sud-est e in quella di Khasab nella punta nord-ovest.
Dal punto di vista amministrativo, la maggior parte della penisola è occupata dal governatorato di Musandam dell'Oman, la parte costiera sud-occidentale è occupata dall'Emirato di Ra's al-Khayma e una piccola parte sul golfo di Oman, nella zona sud-orientale, nota come Dibba, è suddivista fra Dibba Al-Fujairah, appartenente all'Emirato di Fujaira, Dibba Al-Hisn, appartenente all'Emirato di Sharjah e Dibba Al-Baya, appartenente al governatorato di Musandam.
I centri abitati sono concentrati principalmente lungo la costa. Non vi sono strade nella parte interna e quindi molti villaggi costieri possono essere raggiunti solo via mare. Nel 2019 è stata costruita la strada O2, chiamata Khasab Coastal Road, che partendo dal posto di confine di Ras Al Dahrah sull'autostrada E 11 unisce Khasab a Ras al Khaimah.
I principali centri abitati sono: 
- nell'Oman
  - Khasab, nel nord della penisola, è il principale centro della penisola e capitale del governatorato di Musandam;
  - Līmā, piccolo villaggio e porto turistico sulla costa orientale;
  - Daba Al Bayah nella zona sud-orientale;
  - Kumzar sull'estremo nord affacciata sullo stretto di Hormuz;
  - Bukha, un villaggio di pescatori sulla costa occidentale;
- negli Emirati
  - Ras Al Khaimah, sulla costa occidentale, capitale dell'omonimo emirato;
  - Al Jeer, porto turistico sulla costa occidentale, a confine con il governatorato di Musandam;
  - Khor Khwair, zona industriale sulla costa occidentale, a circa 25 km a nord di Ras Al Khaimah;
  - Sha'am, villaggio di pescatori sulla costa occidentale, a nord di Ras Al Khaimah;
  - Dibba Al-Fujairah, sulla costa orientale, appartenente all'Emirato di Fujaira;
  - Dibba Al-Hisn, sulla costa orientale, exclave appartenente all'Emirato di Sharjah.

## Popolazione
La penisola è abitata principalmente da un gruppo chiamato Shihuh, suddiviso in due sottogruppi principali, i Bani Shutayr e i Bani Hadiyah. Dei Bani Shutayr fanno parte i Kumzari che abitano la parte più settentrionale della penisola. Gli Shihuh sono generalmente più piccoli e di corporatura più leggera di molti arabi. Sono un popolo seminomade: coltivano le loro terrazze collinari in inverno e vivono lungo la costa in estate per pescare e raccogliere datteri. L'alloggio invernale permanente è costituito da basse case in pietra che si confondono in modo quasi invisibile con le pendici della montagna. Queste case sono uniche e chiamate bait al qufl (casa delle serrature).
Lo stile di vita degli Shihuh si distingue per caratteristiche sociali, economiche e linguistiche da quello delle tribù beduine del deserto e delle sue frange. Le differenze sono così marcate che essi sono stati ritenuti da molti di origine non araba. Recenti ricerche condotte dall'antropologo austriaco Walter Dostal hanno accertato che gli Shihuh sono una tribù composita, essenzialmente di origine araba, che ha assorbito elementi di origine persiana. Quest'ultimo componente, che forma l'intera sottosezione Kumzari degli Shihuh, parla un dialetto simile alla lingua usata dai Balochi.  L'elemento a maggioranza araba è collegato dagli storici all'ondata di immigrazione che portò i gruppi di Malik bin Fahm dallo Yemen all'Arabia sudorientale nel II secolo d.C.
Il sottogruppo Kumzari degli Shihuh è costituito da pescatori che risiedono principalmente a Dibba, Khasab, Kumzar e Madha. Il villaggio di Kumzar si trova
nella parte più settentrionale della penisola di Musandam, affacciato sullo Stretto di Hormuz. Il villaggio è geograficamente isolato dalla regione circostante, circondato da ripide montagne calcaree frastagliate su tre lati e dal mare dall'altro, può essere raggiunto solo via mare. I Kumzari parlano una loro lingua, solo orale, che è una miscela di lingue come arabo, baluchi, urdu-hindi, inglese, persiano e portoghese. Nonostante queste mescolanze gli studiosi ritengono che il kumzari sia una lingua mista arabo-persiana e che sia geneticamente
affiliata alla lingua indoeuropea.